# Lishan Laomu
Líshān Lǎomǔ (xinès: 驪山老母/黎山老母/梨山老母 'L'anciana mare del mont Li') és la deessa del mont Li a la religió xinesa. És una deessa femenina popular al panteó taoista, i una d'alt rang segons algunes fonts tardanes. Es diu que els seus orígens deriven de Nü Wa, la llegendària creadora i deessa mare.

## Llegendes
El Lishan Laomu és una dels nüxian més populars (女仙, ′dona celeste/immortal′) venerada a la religió popular xinesa o creença taoista.
La llegenda de Lishan Laomu consisteix en l'acreció d'una sèrie d'històries sobre ella. Entre els seus deixebles i aprenents hi ha ascetes taoistes com Li Quan i heroïnes llegendàries, com Zhongli Chun, Fan Lihua, Bai Suzhen, Zhu Yingtai, Mu Guiying o Liu Jinding.
Els antics orígens de Lishan Laomu, segons sembla, es perderen en el "temps immemorial". Un erudit de la dinastia Qing, Yu Yue (m. 1907) proposà, com a prototip històric, una dona de Lishan que vivia al final de la dinastia Shang, insistint que el personatge era real i no fictici. No obstant això, els estudiosos recents ho consideren una a conjectura sense proves fermes. La figura històrica està registrada en el Shiji (Registres del Gran Historiador) i el Hanshu (El Llibre de Han). El text més antic, el Shiji del període antic Han, afirma que el marquès de Shen (申候), el governant durant la dinastia Zhou va tenir una avantpassat nascuda al mont Li, que es va casar amb un cap bàrbar occidental anomenat Xuxuan (胥轩); Xuxuan va jurar lleialtat a la Xina de la dinastia Zhou i va protegir la Marca Occidental (西陲), controlant així els pobles occidentals (els xirong 西戎), La compilació dels Han orientals Han shu explica que la "Dama de la Muntanya Li" va governar una vegada com el filla del cel entre els Shang (segles XVII-XI). aC) i dinasties Zhou (s. XI-221 aC).

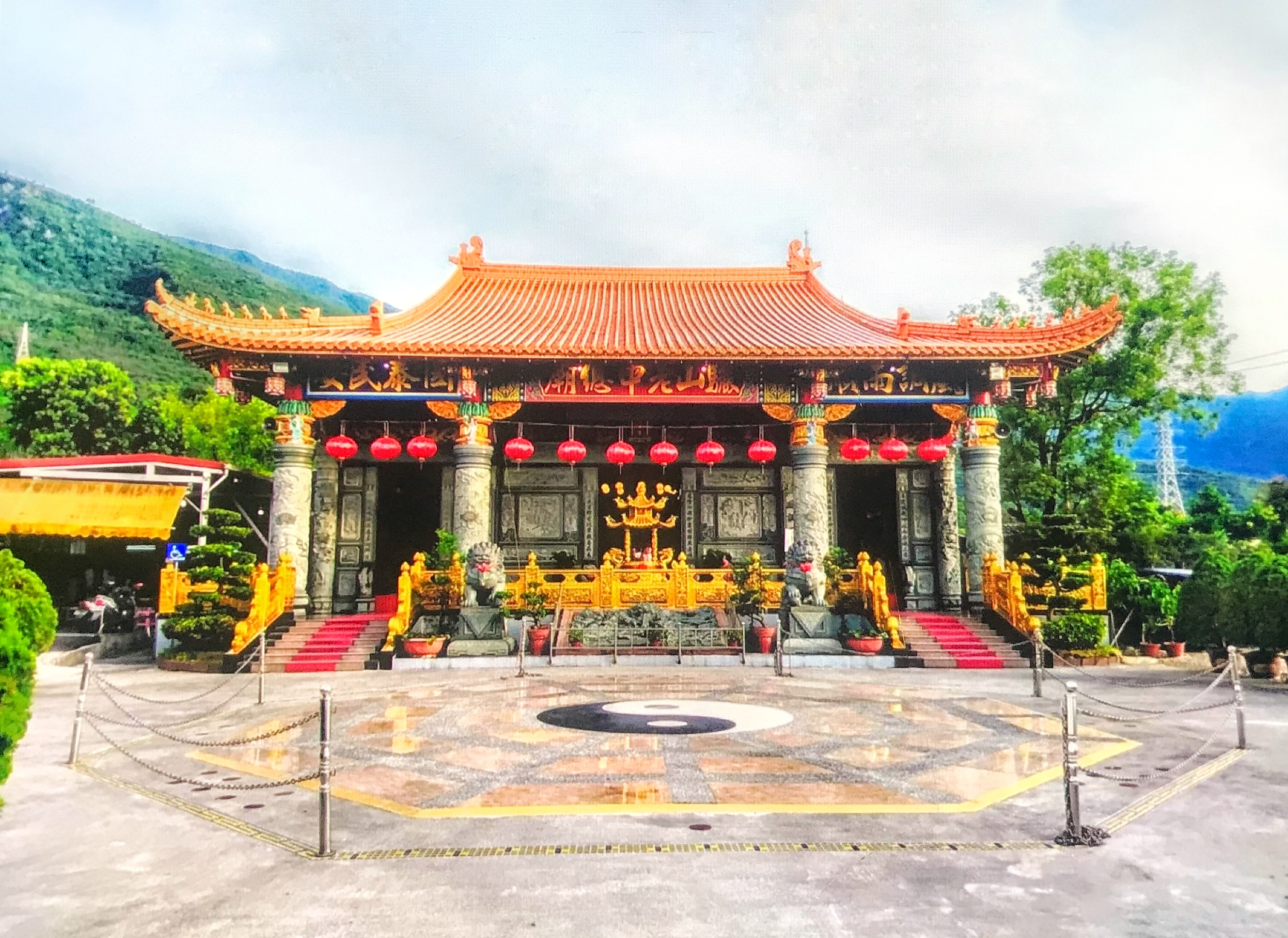
Temple Lishan Laomu a Taiwan

El primer emperador de la Xina Qin Shi Huang, de la veïna ciutat capital de Xianyang, trobà una dona divina o "nimfa" (神女) associada a la font termal a l'oest o al nord-oest del mont Li, segons una font perduda dels Han tardans, el San Qinji (三秦記, ′Registre dels Tres Qin′), i els estudiosos creuen que aquesta "nimfa" s'hauria d'identificar amb Lishan Laomu. En l'època del Primer Emperador, hi havia una cruïlla de vuitanta li fins al mont Li, i la gent passava pel pont i els carros passaven per sota del pont. Encara es veuen els pilars de metall i pedra. A l'oest (o al nord-oest) del mont Li, hi ha aigües termals, i es diu que Qin Shi Huang hi va fer l'amor amb la dona divina o "nimfa". Com que era maleducat, la deessa li va escopir, provocant-li nafres. El primer emperador es va disculpar i la divina dona va fer aparèixer una aigua termal, que va curar la seva malaltia. Per això, les generacions posteriors s'hi van banyar.
Durant la dinastia Tang, el taoista Li Quan era un governador militar aficionat al camí dels immortals que sovint viatjaven a llocs espirituals de les muntanyes; segons la llegenda, es va reunir amb Lishan Laomu als peus de la muntanya Lishan, i Laomu li va ensenyar el Huangdi Yinfujing (L'Escriptura de l'emperador groc sobre la "unificació inconscient").
L'antic zaju o text de l'òpera xinesa Viatge a l'Oest mostra Lishan Laomu com la germana gran del protagonista, el Rei Mico Sun Wukong. La versió zaju es fa confusa perquè el títol (斉天大聖, 'Gran savi igual al cel') que normalment es refereix al mateix Sun Wukong es confereix a un suposat germà gran seu; mentrestant Sun Wukong adopta el títol lleugerament diferent de Tongtian Dasheng (通天大聖, 'Gran savi arribant al cel').
Tot i que el text de la versió romàntica del Viatge a l'Oest esmenta el concepte dels Immortals de les Vuit Coves Superiors, només anomena divinitats diferents de Li Shan Laomu, però, alguns rotlles baojuan daten fins al període de la dinastia Qing, la nomenen entre els "Vuit Immortals Superiors", o vuit immortals de les esferes superior, mitjana i inferior.
Un mite local recollit al comtat de Zhongning, província de Ningxia el 1986 fa de Lishan Laomu i Wangmu Niangniang germanes que van col·laborar en la tasca de reparar el cel i la terra.

## Sincretismes
Sovint s'ha equiparat amb Nü Wa. Certament hi havia un centre de govern de Nü Wa al mont Li, segons fonts medievals.
També se l'ha combinat amb Wuji Laomu (無極老母, 'Anciana mare del no-res final').

## Llocs
El temple principal de Laomu s'anomena "Palau Lishan Laomu" a Xi'an de la província de Shaanxi i és el més famós entre els temples existents. El palau està situat a la cresta Xixiu del mont Li, districte de Lintong, Xi'an.